# Symmetrodes sciocosma
Symmetrodes sciocosma là một loài bướm đêm thuộc phân họ Arctiinae, họ Erebidae.